# Auguste Huguet
Auguste Huguet est un homme politique français né le 20 décembre 1822 à Boulogne-sur-Mer (Pas-de-Calais) et décédé le 18 janvier 1919 à Boulogne-sur-Mer.
Fils d'un libraire-éditeur, d'opinions libérales, il est nommé adjoint, puis maire de Boulogne-sur-mer après le 4 septembre 1870. Il est sénateur du Pas-de-Calais de 1876 à 1919, siégeant au centre-gauche, puis au groupe de la Gauche démocratique. Il est le doyen d'âge du Sénat de 1912 à 1919. 

## Sources
- « Auguste Huguet », dans Adolphe Robert et Gaston Cougny, Dictionnaire des parlementaires français, Edgar Bourloton, 1889-1891 [détail de l’édition]
- « Auguste Huguet », dans le Dictionnaire des parlementaires français (1889-1940), sous la direction de Jean Jolly, PUF, 1960 [détail de l’édition]